# روابط مدرن
روابط مدرن (به انگلیسی: A Modern Affair) فیلمی محصول سال ۱۹۹۶ و به کارگردانی ورن اوکلی است. در این فیلم بازیگرانی همچون لیسا آیشهورن، استنلی توچی و کارولین آرون ایفای نقش کرده‌اند.